# Ratchaphon Namthong
Ratchaphon Namthong (thailändisch รัชพล น้ำทอง, * 28. April 2001), auch als Top bekannt, ist ein thailändischer Fußballspieler.

## Karriere
Ratchaphon Namthong erlernte das Fußballspielen in der Jugendmannschaft von Buriram United. Die erste Mannschaft spielte in der ersten Liga; die U23-Mannschaft trat in der vierten Liga an. Für die U23, die in der North/Eastern Region spielte, stand er sechsmal zwischen den Pfosten. Im Januar 2020 unterschrieb er einen Vertrag beim Drittligisten Bangkok FC. Mit dem Klub aus der Hauptstadt Bangkok spielte er zuletzt in der Bangkok Metropolitan Region. Samut Prakan City FC, ein Zweitligist aus Samut Prakan, nahm ihn im August 2022 unter Vertrag. Sein Zweitligadebüt gab Ratchaphon Namthong am 11. November 2022 (13. Spieltag) im Heimspiel gegen den Raj-Pracha FC. Hier wurde er nach der Halbzeitpause für den verletzten Supawat Yokakul eingewechselt. Samut gewann das Spiel durch ein Tor von Phanthamit Praphanth mit 1:0. Nach zwei Spielzeiten, in denen er zweimal im Tor stand, wechselte er im August 2024 zum ebenfalls in der zweiten Liga spielenden Suphanburi FC. Am Ende der Saison 2024/25 musste er mit Suphanburi in die dritte Liga absteigen. Nach einer Spielzeit wechselte er im Juli 2025 nach Trat zum Zweitligisten Trat FC.